# サンダーVリボルト
サンダーVリボルト（サンダーブイリボルト）は2015年にアクロスが開発・ユニバーサルエンターテインメントが発売した5号機のパチスロ機である。
サンダーVシリーズ6作目で、アクロスAプロジェクト第4弾の機種となる。

## 概要
前作ダイナミックサンダーVと同様、初代サンダーVのリメイクであるが、規制緩和の影響で本作からリールによるフラッシュ演出が復活し、リール配列なども含め、初代のゲーム性に近いものとなっている。
スペックとしては、非常にボーナスが当たりやすく（特にビッグは設定差も小さい）、獲得枚数も多い。一方で通常時のコイン持ちは5号機のノーマルタイプとしては極めて悪く、さらには無演出で15枚役がスイカが成立するなど、小役を非常に取りこぼしやすい。さらには、サンダーVシリーズ独自のリーチ目法則や演出の法則性などが複雑で、初心者や目押しに自信のないユーザーからは敬遠されていた。しかし、通常時のベルとレギュラーボーナス及びビッグボーナス中の斜めベルの確率に大きな設定差があるので、設定推測が容易な機種でもある。
イナズマ演出や新フラッシュ、リボルトフリーズなど新たな演出も追加された。

## システム
- 設定は1から6の6段階。
- ビッグボーナスは342枚を超える払い出しで終了し、レギュラーボーナスは129枚を超える払い出しで終了する。
- 同時当選役はリプレイ、スイカ、チェリーと2種類の一枚役に設定されている。
- リーチ目の総数は3300通り以上。
- 天井など救済措置機能はなし。

## 演出
基本的にシンプルな演出が多いが、組み合わせのパターンによって対応役が決まっており、いずれも矛盾すればボーナス濃厚となる。
予告音チェリーやスイカ、ボーナスなどの可能性が高いことを示唆。対応役はリプレイを除く全役とハズレ。
消灯こちらは前作と同様、リールを停止する毎に上部のパネルが消灯(規制緩和後も、全リール停止まではバックライトによる演出はできないため)。最大3消灯まで続くが、ボーナス成立ゲームは無消灯か3消灯しか選ばれない(1消灯と2消灯ではボーナス成立ゲームを否定。フラッシュを伴ったり、小役が揃った場合は除く)こと以外は特に意味はない。ただし、予告音発生時の2消灯はベル否定、3消灯はスイカorボーナス、3消灯+フラッシュはボーナスとなる。また予告音を伴った場合は1消灯や2消灯でもボーナスの可能性がある。
イナズマいずれかのリール停止時に「バシュッ」という音が発生。対応役は基本的には第1停止でリプレイ、第2停止でベル、第3停止でチェリー。第1停止と第2停止のみ、ガセとして稀に純ハズレでも発生するが、対応役を否定した場合、ボーナス期待度は平均70%前後とかなり高い（つまり、リプレイを否定する予告音+リプレイ対応の第1停止イナズマ発生は本機で最も熱い瞬間と言える）。第3停止イナズマはチェリーを否定した時点でボーナス濃厚。
フラッシュ全リール停止後に発生。それぞれに対応役があるが、取りこぼしでも発生する。
- ナイアガラ(リプレイ対応)

　リプレイ成立時にフラッシュが無ければボーナス成立後濃厚。リボルトフリーズ発展で赤7BIG濃厚。
- 五月雨(リプレイ対応、赤7BIG・REG重複期待度約17%)

　予告音・消灯・イナズマ演出いずれかと絡めばボーナス濃厚。
- ローリング(ベル対応)

　イナズマ演出と絡めばボーナス成立後濃厚。
- 横一直線(チェリー対応)

　イナズマ演出と絡めばボーナス濃厚。
- W字(スイカ対応)

　3消灯と絡めばVBIG重複濃厚。
- 闇W字(スイカ対応)

　リボルトフリーズに発展すればVBIG濃厚。
- V字(スイカ対応、VBIG重複期待度12%)

　予告音・消灯と絡めばボーナス濃厚。
- 落雷スペシャル(スイカ対応、VBIG重複期待度43%)

　予告音と絡めばビッグボーナス濃厚。
- 昇り龍(チェリー対応、ボーナス重複期待度38%)

　予告音のみと絡めばボーナス濃厚。チェリー否定でビッグボーナス濃厚。
リボルトフリーズスイカ及びリプレイとボーナスの重複当選時の一部で発生。無消灯+ナイアガラフラッシュまたは1消灯+闇W字フラッシュの直後、台全体が暗転し、心臓鼓動音が発生。強烈な光と落雷音の演出が発生し、V字フラッシュ後に告知ランプが点灯する。リプレイは赤7ビッグ、スイカはVビッグ確定で、ボーナス中のBGMも本機オリジナルの曲に変化する。なおフリーズ発生後は、ボーナス終了までBET音やウェイト音、スタート音やリール停止音まで専用のものとなる。
ボーナス告知ボーナス成立後にハズレの1/8（12.5%）の確率でWINランプ点灯抽選を行っており、5ゲーム後は100%点灯する。更にWINランプ点灯後2ゲーム後にビッグもしくはレギュラーの種類の告知も発生する。リボルトフリーズ発生時のみ成立ゲームで即告知される。

## ボーナス
赤7揃い、V揃いのビッグボーナス(1枚がけ純増333枚)とBAR揃いのレギュラーボーナス(2枚がけ純増111枚)がある。
ビッグボーナス中は毎ゲーム15枚払い出されるが、予告音発生時に変則押しで14枚の払い出しを3回うけることで獲得枚数を増やすことができる。3回獲得後は予告音は発生しないが変則押しで、斜めベルをカウントすることで設定推測が可能で、偶数設定ほど斜めベルが成立しやすい。また18ゲーム目までに14枚役を獲得しておくと、19ゲーム目にBGM変化(サンダーV2のスーパーイナズマラッシュ中の楽曲)が起きることがあり、発生した場合設定5,6が濃厚となる(設定差1-4でもごく稀に発生するので確定ではない)。
レギュラーボーナス中は毎ゲーム10枚払い出されるが、予告音発生時に逆押しで9枚の払い出しを1回うけることで獲得枚数を増やすことができる。ただし、両者ともビタ押しの技能が要求され、レギュラーボーナスの場合、押した箇所によっては取りこぼしが発生する。